# Grayia (djur)
Grayia är ett släkte av ormar. Grayia ingår i familjen snokar. Släktet är ensam i underfamiljen Grayiinae.
Dessa djur är med en längd över 3 meter stora ormar. De lever delvis i vattnet och jagar troligen fiskar och groddjur. Antagligen lägger honor ägg. Arterna förväxlas ofta med Naja annulata. Habitatet utgörs av regnskogar och träskmarker. Exemplaren hamnar ofta som bifångst i fiskenät. I honornas kropp hittades 10 till 23 ägg.
Arter enligt Catalogue of Life och The Reptile Database:
- Grayia caesar
- Grayia ornata
- Grayia smythii
- Grayia tholloni

## Utbredning
De olika arterna av Grayia förekommer i centrala och västra Afrika. 